# Sint-Michaëlkapel (Lascheid)

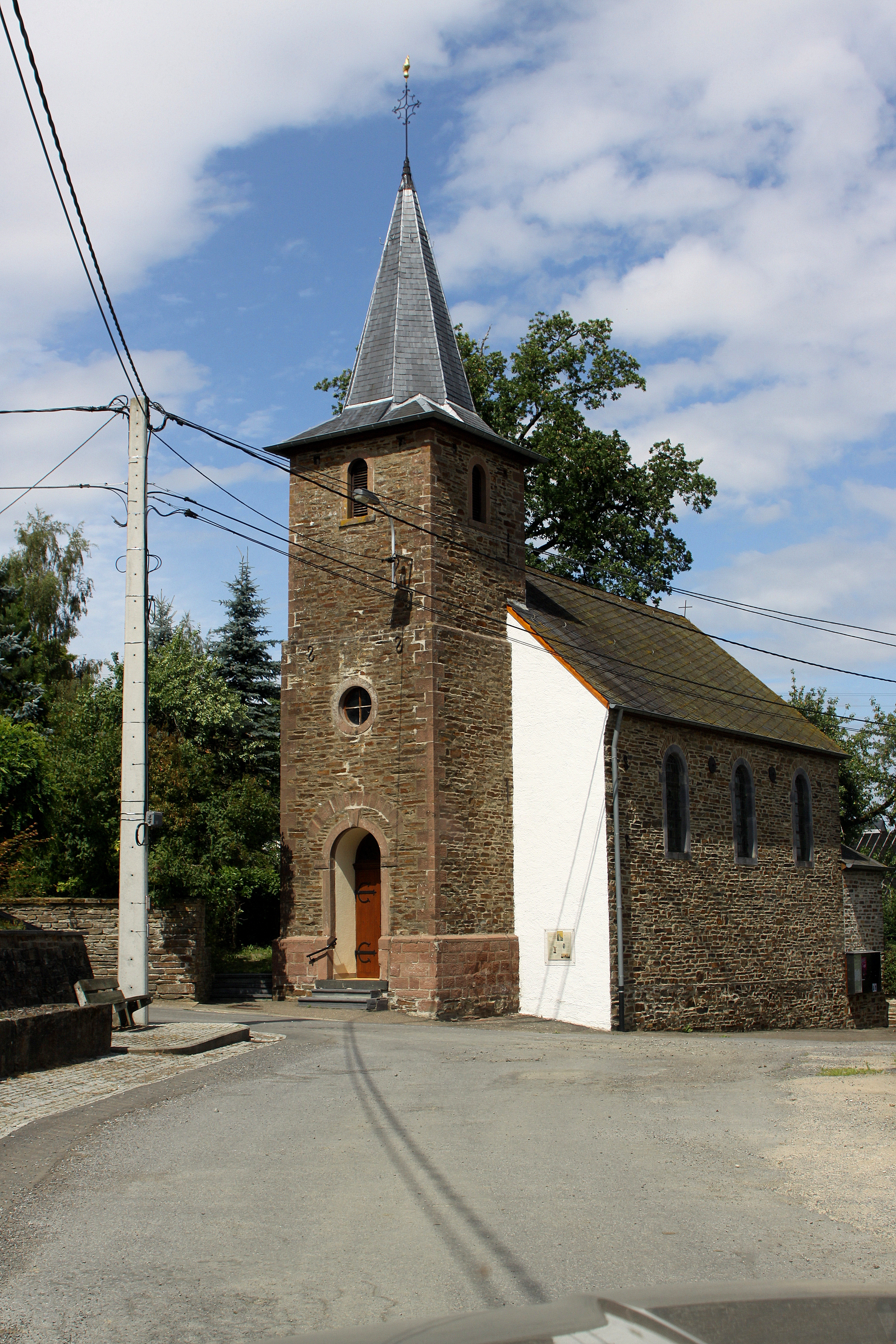
Sint-Michaëlkapel

De Sint-Michaëlkapel is de hoofdkapel, feitelijk een kerkje, van de tot de Luikse gemeente Burg-Reuland behorende plaats Lascheid.

## Geschiedenis
In 1666 werd de eerste kapel van Lascheid ingewijd. De kapel was afhankelijk van de parochie van Weweler. In 1759 werd deze kapel gesloopt en een nieuwe kapel gebouwd. Deze was opgetokken in breuksteen, had een driezijdige koorafsluiting en een dakruiter. In 1902 werd de dakruiter door een voorgebouwde toren vervangen, waarin het ingangsportaal werd aangebracht.

## Interieur
De kapel wordt overwelfd door een in pleister uitgevoerd tongewelf. Het hoofdaltaar is 18e-eeuws in eenvoudige barokstijl, en heeft de beelden van de Heiligen Petrus en Paulus, met in de top een beeld van de Heilige Laurentius. Ook is er een gepolychromeerd beeld van de Heilige Michaël.